# Edgardo Scappini
Edgar Scappini, detto Edgardo (Monselice, 1º aprile 1911 – Milano, 1º gennaio 2001) è stato un ciclista su strada italiano, professionista e indipendente dal 1935 al 1946. Colse due vittorie come indipendente, fra cui il Gran Premio Agostano nel 1937, e ottenne alcuni piazzamenti, fra i quali il secondo posto alla Milano-Mantova 1935, il sesto alla Milano-Modena 1939 e l'ottavo alla Milano-Modena 1940.
Le sue ceneri sono tumulate in una celletta al cimitero di Chiaravalle.

## Palmarès
- 1937 (Gruppo General Cantore Milano, una vittoria)

Gran Premio Agostano
- 1939 (Gruppo General Cantore Milano, una vittoria)

Coppa Calze Santagostino
- 1940 (GIL General Cantore Milano, una vittoria)

Coppa Scotti - Seregno

## Piazzamenti

### Grandi Giri
- Giro d'Italia

1938: 24º
1940: 36º

### Classiche monumento
- Milano-Sanremo

1938: 66º
1940: 60º
- Giro di Lombardia

1938: 25º